# Gastronomía de Escocia

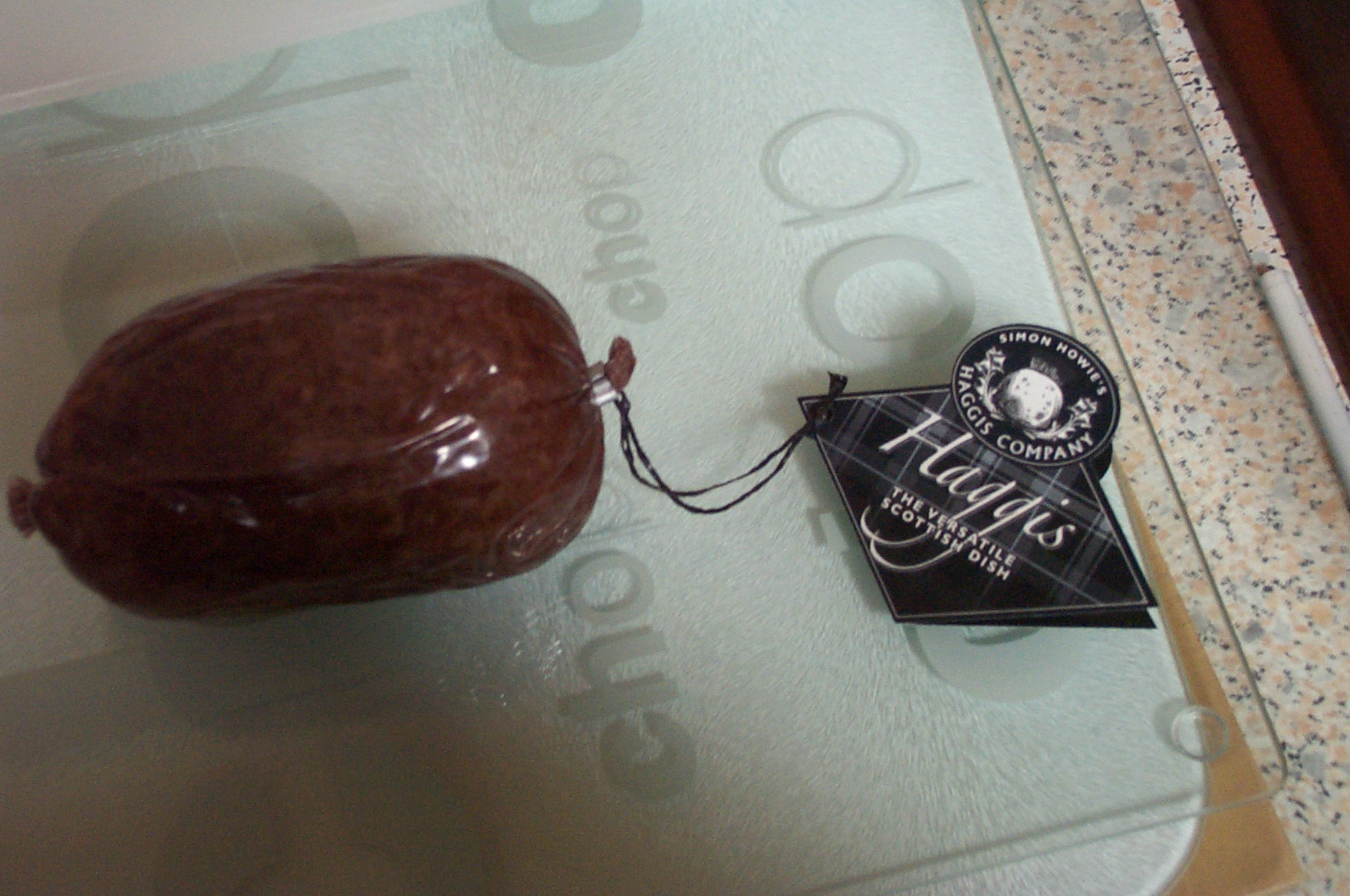
Un haggis sin cocinar.

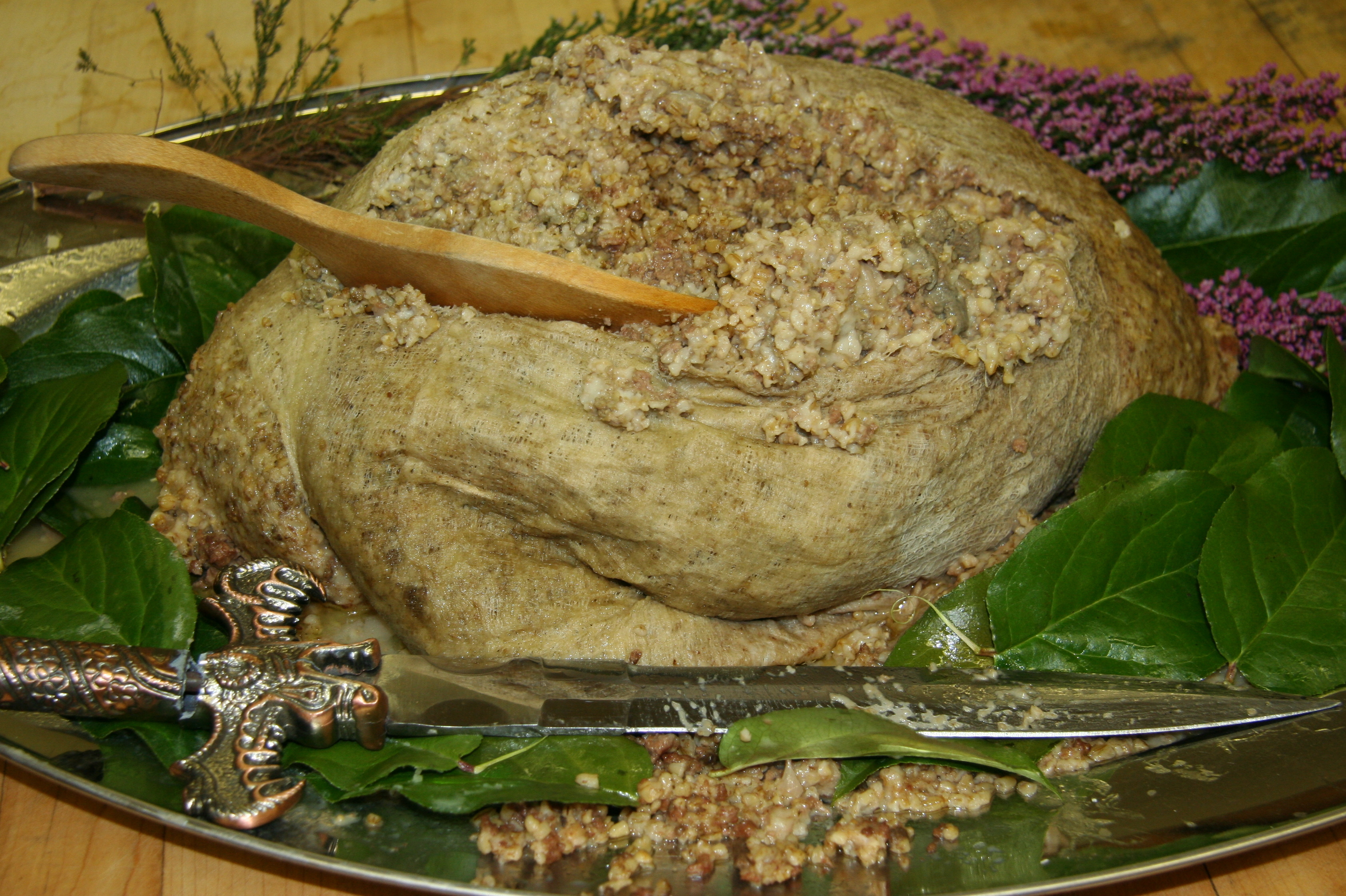
Un haggis preparado, una de las especialidades típicas de la cocina escocesa.

La comida escocesa comparte algunos platos con la cocina inglesa pero tiene muchos atributos distintivos así como recetas propias, gracias algunas de ellas a las influencias antiguas extranjeras, particularmente francesas, y también a las de las cocinas locales. Los platos considerados tradicionales a veces han sido traídos por los pueblos inmigrantes de antaño. 

## Especialidades tradicionales de Escocia

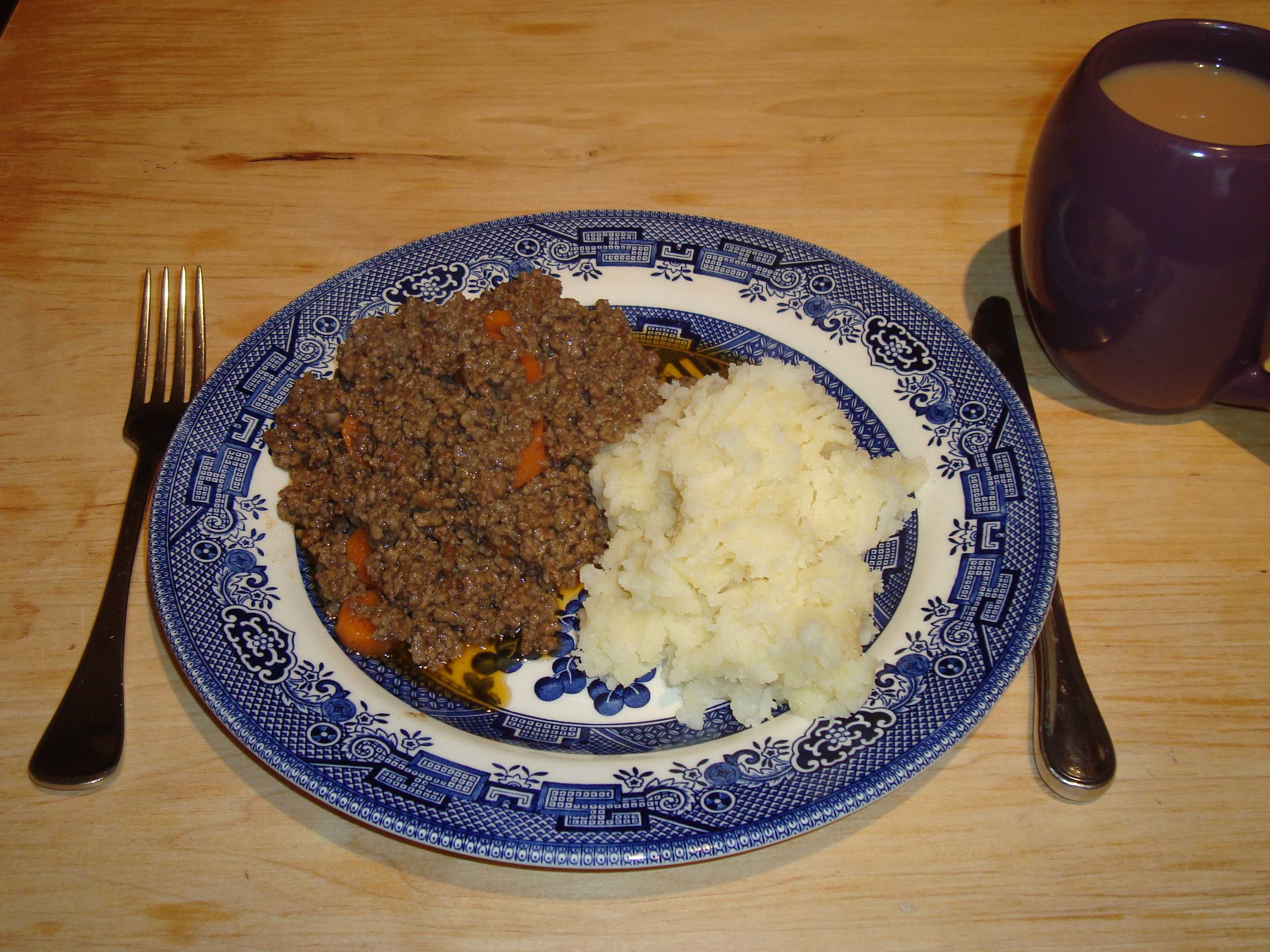
Plato de plato tradicional escocés: un tawties(/tatties) picado.

### Sopas
Cullen Skink
Bawd bree
Cock-a-leekie soup
Game soup
Hairst Bree o Hotch potch
Partan bree
Scotch broth

### Pescados
Arbroath smokies
Cabbie claw (Cabelew)
Crappit heid
Eyemouth pales
Finnan haddie
Rollmops
Smoked salmon
reineta

### Carne y Caza
Ayrshire bacon
Black pudding, White pudding
Forfar Bridie
Haggis
Howtowdie with Drappit eggs
Collops
Mince and tatties
Mutton ham
Potted Hough
Roast Aberdeen Angus Ternera
Roast Haunch of Red Deer
RoastGrouse
Roast Woodcock/Snipe
Solan goose
Scotch pie
Skirlie
Square sausage
Stovies

### Vegetales
Zanahoria
Frutas
Manzanas Cubiertas Con Caramelo

### Lácteos y Quesos
Bishop Kennedy
Carola
Caboc
Criffel
Crowdie
Ayrshire Dunlop
Isle of Mull Cheddar
Lanark Blue
Loch Arthur

### Panes y Pasteles
Pan Aliñado
Pastel de chocolate
Torta de zanahoria
Bannock
Black bun
Torta de avena

### Condimentos
Rowan jelly
Spiced plums

## Bebidas escocesas

### Alcohólicas
Dark Island
Tennents
Belhaven
St Andrew's ale
Caledonian
(Véase- Cerveza escocesa)
Atholl Brose
Drambuie
Het pint
Whisky

### Bebidas no-alcohólicas
Irn Bru